# عکاسی از هولوکاست

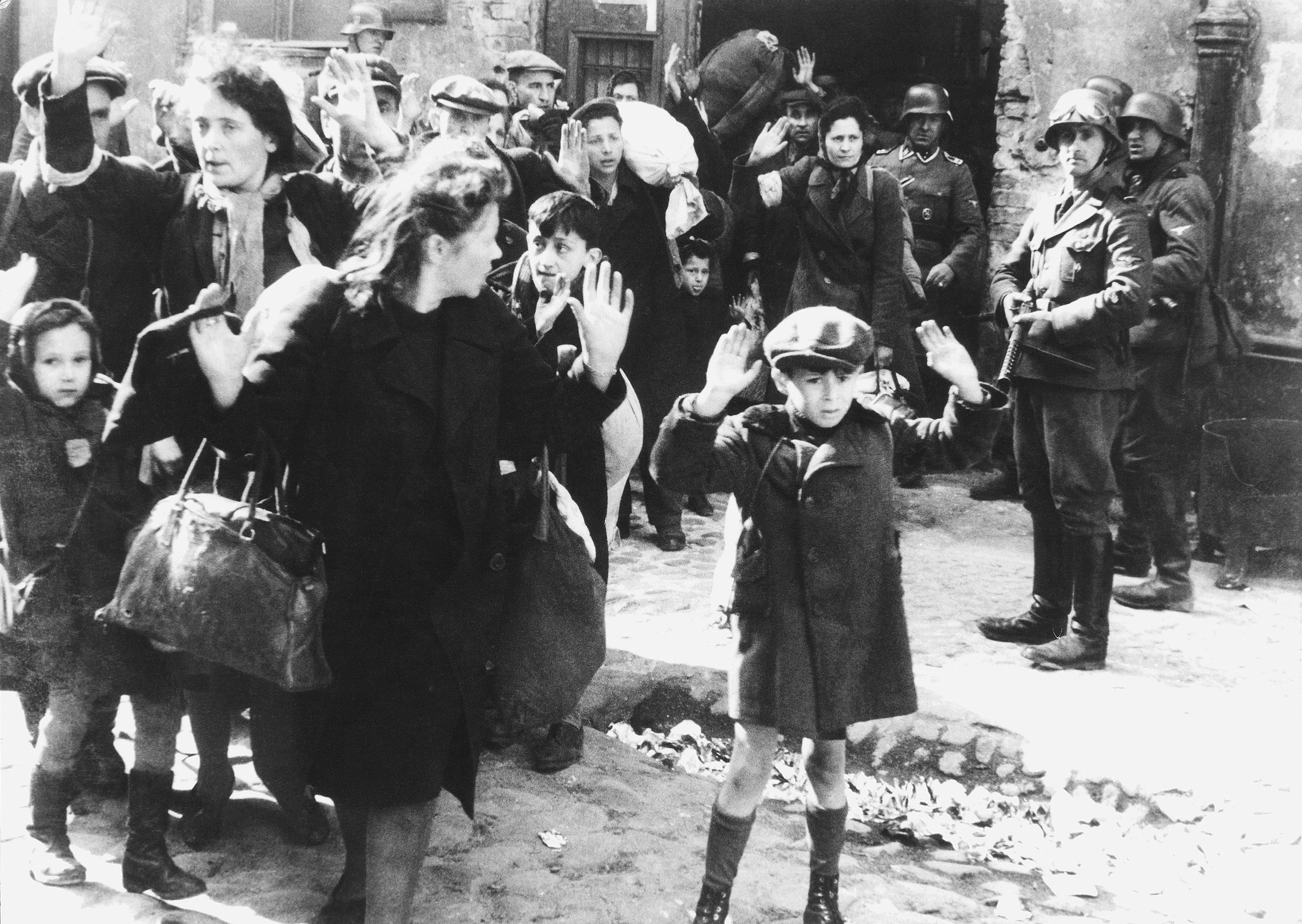
"پسربچه گتوی ورشو". این تصویر یکی از شاخص‌ترین عکس‌های هولوکاست است.

عکاسی از هولوکاست (انگلیسی: Photography of the Holocaust) یک مقولهٔ جذاب برای محققان هولوکاست است. چنین پژوهش‌هایی، اغلب در رشته‌های دانشگاهی مربوط به فرهنگ بصری و پژوهش‌های جامعه‌شناسی بصری قرار دارند. عکس‌های پدید آمده در طی هولوکاست، هم چنین سوالاتی را در عرصهٔ اصول اخلاقی، در ارتباط با خلق آنها و استفادهٔ دوباره در مدتی بعد، به وجود می‌آورد.: abstract 

## خاستگاه عکس‌ها
بیشتر عکاسی از هولوکاست، کار عکاسان آلمان نازی است. برخی از آنها به خاطر روال اداری معمول، همچون عکس‌های شناسایی (عکس بازداشت) شکل گرفته‌اند؛ موارد دیگر برای توضیح احداث و عملکرد اردوگاه‌ها و انتقال زندانیان، در نظر گرفته شده بودند. همچنین عکس‌هایی از اردوگاه‌های اجباری وجود داشت که برای استفاده توسط رسانه‌های آلمانی مجاز بودند، عکس‌هایی که در حدود سال‌های ۱۹۳۶–۱۹۳۳ در روزنامه‌ها و مجلاتی همچون دویچه ایلاستریت زیتونگ یا مونیخ ایلاستریت پرس به چاپ رسیدند. تعداد کمی از تصاویر در سالهای بعد به نمایش درآمد که قبل از انتشار توسط مسئولان تبلیغات و سانسور مورد بررسی قرار گرفته بود.

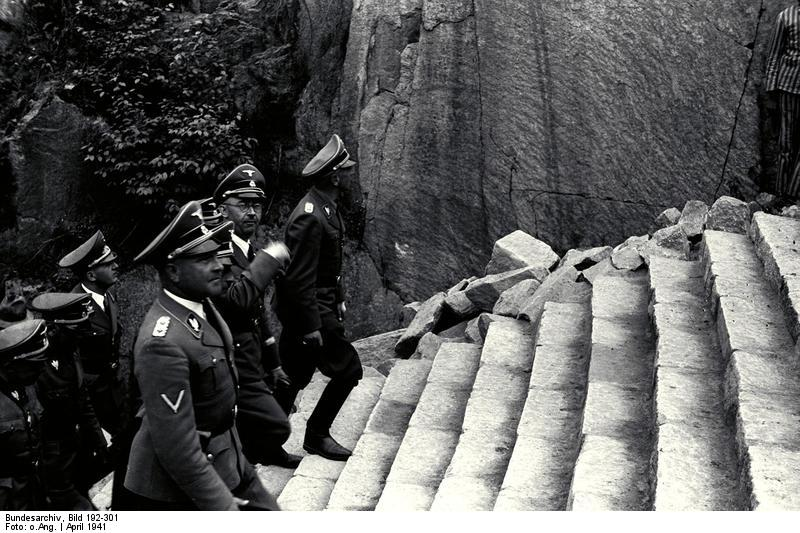
بازدید رسمی هیملر از ماوتهاوزن در ژوئن ۱۹۴۱.